# Filébroderi

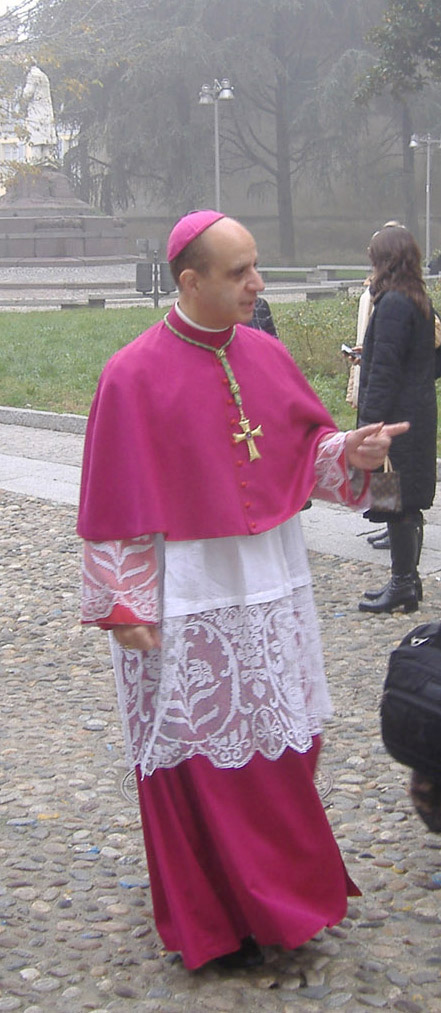
Ärkebiskop Rino Fisichella i ämbetsdräkt med filébroderi.

Filébroderi, broderi utfört på ett nätunderlag, oftast kallad filé. Benämningen omfattar olika tekniker och kan utföras på handknutna eller vävda nät.
I Egypten, Kina och Centralamerika förekom broderi på nät minst 2000 år f. Kr. men i Europa verkar tekniken först dyka upp under medeltiden. De tidigaste bevisen för filébroderi i Europa är engelska inventarieförteckningar från 1327. Under 1500- och 1600-talen var broderitypen högsta mode.
Broderiet förekommer ofta på damkläder under renässansen men även på inredningstextilier av linne. Tekniken har inom allmogekonsten använts för takdukar under 1700-talet, för hyllister och dekoration av sänglinne. Motiven är oftast geometriska.
Till broderiet används oftast ett regelbundet nät som fuktas och spänns upp i en filéram så att maskorna bildar regelbundna rutor. Nålen som används bör vara lång och trubbig och garnet ska i grovlek motsvara det knutna nätet. Sömsätten kan variera men man arbetar med en fortlöpande tråd.
De tre populäraste formerna av filébroderi under olika tider har varit filet antique, file Richelieu och file guipure. Filévirkning imiterar filébroderi.